# تشكي تشيز
تشكي تشيز هي سلسلة من مراكز الترفيه على شكل مدينة ملاهي مغلقة مكيفة مختصة في الترفيه العائلي. لها 524 فرع في العالم، المكتب الرئيسي للشركة يقع في إيرفينغ، تكساس وفروعها منتشرة في الولايات المتحدة، كندا، تشيلي، غواتيمالا والعديد من الدول الأخرى. لها فروع في العالم العربي في السعودية وفي مدينة دبي في اوت لت مول وفي سوريا في دمشق في مازة مول.

## تاريخ
قام مؤسس شركة أتاري نولان بوشنل بتأسيس مسرح Chuck E. Cheese's Pizza Time Theatre ، الذي سعى إلى توسيع أروقة ألعاب الفيديو إلى ما وراء المواقع المخصصة للبالغين مثل قاعات البلياردو إلى أماكن صديقة للأسرة. أثرت خبرته في صناعة الملاهي ، وولعه بمخيم الدب الريفي في ديزني لاند، على مفهومه لمسرح بيتزا تايم.
عندما تم تجميع أول عرض متحرك له ، علم بوشنيل أن الزي الذي اشتراه لشخصيته الرئيسية ، ذئب البراري ، كان في الواقع فأرًا ، مما دفعه إلى اقتراح تغيير الاسم من "بيتزا الذئب" إلى "بيتزا ريك رات". اعتقد فريق التسويق أن هذا الاسم لن يجذب العملاء واقترح "Chuck E. Cheese" بدلاً من ذلك. تبنت الشركة الفأر كتعويذة لها.
افتتح أول مسرح بيتزا تايم تشاك إي تشيز في سان خوسيه ، كاليفورنيا ، في عام 1977. في عام 1978 ، عندما رفضت وارنر كوميونيكيشنز ، الشركة الأم لشركة أتاري آنذاك ، فتح مواقع إضافية ، اشترت بوشنل حقوق المفهوم والشخصيات من شركة وارنر مقابل 500 ألف دولار. ثم استقال جين لاندرم من أتاري وأصبح رئيسًا للمطاعم ومديرًا للعمليات. بحلول أواخر عام 1979 ، كان هناك سبعة مواقع PTT ، جميعها في كاليفورنيا. تم إنتاج إلكترونياتها المتحركة بالكامل داخليًا بواسطة موظفي PTT.

### شوبيز بيتزا بليس
للتوسع خارج كاليفورنيا والساحل الغربي ، بدأ بوشنيل في الامتياز ، مما أدى إلى اتفاقية تطوير مشتركة بينه وبين روبرت بروك من توبيكا إن مانجمنت في يونيو 1979. منحت الاتفاقية حقوق الامتياز الحصرية لبروك لافتتاح مسارح بيتزا تايم في ستة عشر ولاية عبر جنوب ووسط غرب الولايات المتحدة ،  بينما شكلت أيضًا قسمًا فرعيًا للشركة ، "بيتزا شو بيز" ، لتطوير مسارح بيتزا تايم.
للتوسع خارج كاليفورنيا والساحل الغربي ، بدأ بوشنيل في الامتياز ، مما أدى إلى اتفاقية تطوير مشتركة بينه وبين روبرت بروك من توبيكا إن مانجمنت في يونيو 1979. منحت الاتفاقية حقوق الامتياز الحصرية لبروك لافتتاح مسارح بيتزا تايم في ستة عشر ولاية عبر جنوب ووسط غرب الولايات المتحدة ،  بينما شكلت أيضًا قسمًا فرعيًا للشركة ، "بيتزا شو بيز" ، لتطوير مسارح بيتزا تايم.
في أواخر عام 1979 ، أصبح بروك على دراية بـ Aaron Fechter of Creative Engineering، Inc. وعمله في علم الرسوم المتحركة. في نوفمبر 1979 ، اكتشف أعمال Fechter وخلص إلى أن الرسوم المتحركة في Creative Engineering ستكون منافسة قوية جدًا لعمل بوشنيل. لذلك طلب بروك أن يقوم بوشنيل بإطلاق سراحه من اتفاقية التنمية المشتركة ، ويرغب في التطوير مع Fechter بدلاً من ذلك.
في ديسمبر 1979 ، أسس بروك و فيشتر شركة ShowBiz Pizza Place Inc. ، وأعطى Brock إشعارًا بقطع علاقته التنموية مع Bushnell. كان ShowBiz Pizza Place مطابقًا من الناحية المفاهيمية لمسرح Pizza Time Theatre في جميع الجوانب باستثناء الرسوم المتحركة ، والتي سيتم توفيرها بواسطة Creative Engineering. افتتح ShowBiz Pizza Place أول موقع له في 3 مارس 1980 في مدينة كانساس سيتي بولاية ميسوري.
عند افتتاح ShowBiz Pizza Place ، رفعت بوشنيل دعوى قضائية ضد شركة Brock and Topeka Inn Management بسبب خرق العقد. أصدر بروك على الفور دعوى مضادة ضد بوشنيل ، مشيرًا إلى تحريف. بدأت الدعوى القضائية في مارس 1980 ، واستقرت في النهاية خارج المحكمة مع موافقة شوبيز على دفع جزء من أرباح بيتزا تايم ثياتر خلال العقد التالي. خلال هذه الفترة ، غيرت شركة Topeka Inn Management اسمها إلى شركة Brock Hotel Corporation ونقلت مقرها الرئيسي إلى Irving ، تكساس. شهد كلا المطعمين نجاحًا متزايدًا حيث أصبحت صناعة ألعاب الفيديو أكثر قوة. للحفاظ على المنافسة ، قام كل من أصحاب الامتياز بتعديل وتنويع عروضهم المتحركة باستمرار.

### الاندماج وإعادة الهيكلة
في عام 1981 ، أصبح مسرح بيتزا تايم متاحًا للجمهور ؛ فقدوا 15 دولارًا مليون في عام 1983. بحلول أوائل عام 1984 ، كانت ديون بوشنيل مستحيلة ، مما أدى إلى إعلان إفلاس الفصل 11 لشركة Pizza Time Theatre Inc. في 28 مارس 1984. ثم اشترى بروك الشركة المتعثرة ، وأنهى عملية الشراء في مايو 1985 ودمج شركتي المطعم في ShowBiz Pizza Time Inc.
بعد الاندماج ، استمرت سلاسل المطاعم في العمل تحت مسمى كل منهما ، بينما بدأت إعادة الهيكلة المالية الرئيسية. خلال هذه الفترة ، بدأت Creative Engineering في قطع العلاقات مع ShowBiz Pizza Time (تم الانقسام رسميًا في سبتمبر 1990) ، مما أدى إلى توحيد العلامتين التجاريتين. بحلول عام 1992 ، اتخذت جميع المطاعم اسم Chuck E. Cheese's Pizza . ثم تم اختصار الاسم إلى Chuck E. Cheese بحلول مارس 1994 بعد إعادة تصميم المفهوم.
في عام 1998 ، أعادت ShowBiz Pizza Time تسمية نفسها CEC Entertainment، Inc. لتعكس العلامة التجارية للسلسلة المتبقية. استحوذت CEC Entertainment منذ ذلك الحين على ممتلكات مطعم عائلي إضافية ، بما في ذلك 13 موقعًا من منطقة Discovery Zone التي لم تعد موجودة الآن في عام 1999 ،  وجميع مواقع Peter Piper Pizza في أكتوبر 2014. لا يزال بيتر بايبر بيتزا يعمل تحت هذا الاسم.

### التوسع حول العالم
في أوائل الثمانينيات ، ظهر امتياز المطعم في أستراليا تحت اسم Charlie Cheese's Pizza Playhouse. يتعلق تغيير الاسم بالمعنى الشائع لكلمة "تشاك" ، والتي تُعد في أستراليا إشارة إلى عبارة "للتقيؤ". على التوالي ، فتحت شركة بيتزا تايم ثياتر ، Inc. أيضًا مطعمًا واحدًا على الأقل في هونغ كونغ وسنغافورة ، وأغلق كلاهما بعد ذلك بوقت قصير نتيجة لإفلاس الشركة الأولي في عام 1984.
اعتبارًا من يونيو 2020 ، تدير Chuck E. Cheese 612 متجرًا للشركات وحقوق الامتياز ، بالإضافة إلى 122 مطعمًا من مطاعم Peter Piper Pizza. تقع في 47 ولاية في جميع أنحاء الولايات المتحدة وفي 16 دولة ومنطقة حول العالم.

### الشراء والشكل الجديد
بحلول عام 2012 ، كانت CEC تكافح مع انخفاض الإيرادات. أداروا حملة لتغيير العلامة التجارية ، حيث قاموا بتغيير تعويذة الفئران إلى فأر يعزف على الجيتار من نجم الروك. استمرت مبيعات المطاعم داخل المتجر في الانخفاض خلال عام 2013 ولكن زادت عائدات التجارة وشباك التذاكر.
في فبراير 2014 ، استحوذت Apollo Global Management على CEC Entertainment، Inc. مقابل 54 دولارًا للسهم الواحد ، أو حوالي 950 دولارًا مليون. في أكتوبر 2014 ، تحت إدارة Apollo Global Management ، أعلنت CEC Entertainment أنها ستشتري منافسها في Phoenix ، Peter Piper Pizza من ACON Investments.
في أغسطس 2017 ، بدأت الشركة في تجريب مفهوم تصميم جديد في سبعة مواقع تم إعادة تصميمها (ثلاثة في مدينة كانساس ، وثلاثة في سان أنطونيو ، وواحد في سيلما ، تكساس ) ، تحمل العلامة التجارية Chuck E. Cheese Pizzeria & Games. تتميز هذه المواقع بديكور أكثر راقية مع نظام ألوان داخلي "صامت" ، ومطبخ مفتوح ، ونظام بطاقة "Play Pass" لاستبدال الرموز المميزة للممرات ، واستبدال عرض المسرح المتحرك بمنطقة حلبة الرقص. كانت هذه التغييرات ، إلى جانب التوسعات في عروض الطعام ، تهدف إلى مساعدة السلسلة على أن تكون أكثر جاذبية للبالغين وتشجيع تناول الطعام العائلي بدلاً من استضافة الحفلات في المقام الأول.
في عام 2019 ، أعلنت الشركة أنها ستطرح للاكتتاب العام في بورصة نيويورك من خلال شركة وهمية ، Leo Holdings Corporation ، والتي ستظل Apollo تمتلك 51٪ منها. ذكرت بلومبرج أيضًا أنه بعد طرحها للجمهور ، لن يكون لدى Chuck E. Cheese حيوانات متحركة كجزء من الترفيه. تم إنهاء الاندماج المقترح بين شركة CEC Entertainment وشركة Leo Holdings Corporation في 29 يوليو 2019.

### التعثر المالي
تسبب وباء COVID-19 في إلحاق أضرار مادية بالشركة الأم ، ويقدر بنحو 1-2 دولار مليار ديون ، هناك احتمال لإجبار جميع ممتلكات لجنة الانتخابات المركزية على الإغلاق إذا فشلت إعادة تمويل الإفلاس. طلبت CEC Entertainment مبلغ 200 دولار مليون قروض لتمويل إعادة هيكلة تحت حماية الإفلاس. كما قاموا بتقديم التماس طوعي بموجب الفصل 11 من قانون الإفلاس في محكمة الإفلاس بالولايات المتحدة للمنطقة الجنوبية من تكساس في 25 يونيو 2020. خرجت شركة CEC Entertainment ، المالكة لسلسلتي Chuck E. Cheese و Peter Piper Pizza ، من إفلاسها في يونيو بموجب بيع ملكية مقرضيها بقيادة Monarch Alternative Capital .

## روابط خارجية
- تشكي تشيز على موقع IMDb (الإنجليزية)